# Juillet 1982

## Événements
- Guerre Iran-Irak : l’Iran lance une série d’offensives « coups de boutoir » fondées sur le sacrifice de vagues considérables de volontaires, les « gardiens de la révolution ». L’Irak oppose une ligne de défense fortifiée et protégée par une puissante artillerie. La première offensive iranienne échoue autour de Bassorah. Les Iraniens détruisent les installations pétrochimiques de Kirkouk et de Bassorah. Ils entrent en Irak en août. Les offensives de l’automne apportent peu de résultats par rapport aux pertes humaines.

- 3 juillet (Formule 1) : Grand Prix automobile des Pays-Bas.

- 18 juillet : 
  - massacre de Plan de Sánchez au Guatemala.
  - Formule 1 : Grand Prix automobile de Grande-Bretagne.

- 20 juillet : attentat de l’IRA provisoire à Hyde Park.

- 21 juillet : démocratisation et établissement d’un gouvernement civil en Bolivie avec l'arrivée au pouvoir de Guido Vildoso Calderón (fin en octobre).

- 22 juillet : la France, puis l'Allemagne, le Royaume-Uni et l'Italie refusent de suivre l'embargo américain sur l'Union soviétique.

- 24 - 31 juillet : le 67e congrès mondial d’espéranto a lieu à Anvers. Il a pour thème « Aspects générationnels du mouvement espérantophone ».

- 25 juillet (Formule 1) : Grand Prix automobile de France.

- 27 juillet : première utilisation du mot AIDS[1] à la suite de l'apparition de cas de sida depuis 1980 aux États-Unis.

## Naissances
- 1er juillet : Hilarie Burton, actrice américaine.
- 2 juillet : Xavier de Rosnay, musicien français, membre du groupe Justice.
- 4 juillet : Anne Barnhoorn, scénariste et réalisatrice néerlandaise.
- 5 juillet :
  - Philippe Gilbert, coureur cycliste belge.
  - Beno Udrih, joueur de basket-ball slovène évoluant en NBA.
- 6 juillet : Tay Zonday, vidéaste et chanteur américain.
- 7 juillet : Julien Doré, chanteur français.
- 8 juillet : Sophia Bush, actrice américaine.
- 9 juillet : Bostjan Cesar, footballeur slovène.
- 10 juillet : Leila Alaoui, photographe et vidéaste franco-marocaine († 18 janvier 2016).
- 17 juillet : André Vásáry, chanteur hongrois, soprano.
- 18 juillet :
  - Priyanka Chopra, chanteuse, actrice indienne et mannequin.
  - Jared Padalecki, acteur américain.
- 19 juillet : Jared Padalecki, acteur américain.
- 20 juillet : Ebru Kocaağa, mannequin et actrice turque.
- 21 juillet : Mao Kobayashi, actrice et présentatrice japonaise († 22 juin 2017).
- 22 juillet : Anna Chicherova, athlète russe.
- 23 juillet : 
  - Pauline Nordin, culturiste suédoise.
  - Paul Wesley, acteur américain.
  - Gerald Wallace, joueur professionnel américain de basket-ball.
- 24 juillet : Anna Paquin, actrice néo-zélandaise.
- 25 juillet : Brad Renfro, acteur, producteur et scénariste américain († 15 janvier 2008).
- 27 juillet : Wolé Parks, acteur américain.
- 28 juillet : 
  - Tom Pelphrey, acteur américain.
  - Ed Piskor, auteur de bandes dessinées († 1er avril 2024).
- 29 juillet : Allison Mack, actrice germano-américaine.
- 30 juillet : Eva María Moral, para triathlète espagnole.

## Décès
- 10 juillet : Kalinka Bamberski, victime de l'Affaire Dieter Krombach
- 16 juillet : Patrick Dewaere, acteur français - (suicide) (° 26 janvier 1947).
- 19 juillet : Hugh Everett, physicien et mathématicien américain (° 11 novembre 1930).
- 21 juillet : Marcel Reynal, violoniste et pédagogue français (° 19 septembre 1895).
- 22 juillet : Sonny Stitt, saxophoniste de jazz américain (° 2 février 1924).
- 26 juillet : Oddbjørn Hagen, 74 ans, skieur nordique norvégien. (° 3 février 1908).